# Xã Lafayette, Quận Allen, Indiana
Xã Lafayette (tiếng Anh: Lafayette Township) là một xã thuộc quận Allen, tiểu bang Indiana, Hoa Kỳ. Năm 2010, dân số của xã này là 3.354 người.